# 背紋小鱸
背紋小鱸為輻鰭魚綱鱸形目鱸亞目河鱸科的其中一種，分布於美國馬里蘭州、維吉尼亞州及西維吉尼亞州的淡水流域，體長可達8.4公分，棲息在礫石底質的溪流、水塘。